# Jämställdhetsmyndigheten
Jämställdhetsmyndigheten är en svensk statlig förvaltningsmyndighet för frågor som rör jämställdhetspolitiken. Myndigheten sorterar under Arbetsmarknadsdepartementet och har kontor i stadsdelen Gullbergsvass  i Göteborg.

## Historik
Beslut om att inrätta myndigheten togs av riksdagen under 2017. Den 26 oktober 2017 utsågs Lena Ag av regeringen till den första generaldirektören för Jämställdhetsmyndigheten från och med myndighetens inrättande 1 januari 2018. I december 2018 beslutade riksdagen att myndigheten skulle läggas ned. I Januariavtalet enades emellertid Socialdemokraterna, Miljöpartiet, Centerpartiet och Liberalerna om att den skulle finnas kvar. I vårändringsbudgeten år 2019 utökades myndighetens budget med 40 miljoner till 81 miljoner för att återställa den budget som myndigheten skulle ha haft före beskedet om nedläggning.

## Verksamhet
Jämställdhetsmyndigheten ska arbeta med uppföljning, analys, samordning, kunskap och stöd i syfte att nå de jämställdhetspolitiska målen och ska bidra till en strategisk, sammanhållen och hållbar styrning och ett effektivt genomförande av jämställdhetspolitiken. Myndigheten ska löpande bistå regeringen i jämställdhetspolitiska frågor. I myndighetens verksamhet ingår bland annat att  stödja statliga myndigheter i deras arbete med jämställdhetsintegrering och i deras övriga arbete för att nå de jämställdhetspolitiska målen.
Jämställdhetsmyndigheten samordnar nätverket Nationellt metodstödsteam (NMT), som arbetar mot prostitution och människohandel. I NMT ingår bland annat samverkan med Polismyndigheten, Åklagarmyndigheten, Migrationsverket, Skatteverket, Arbetsmiljöverket, Tullverket, länsstyrelserna samt verksamheter inom socialtjänst och hälso- och sjukvård.

### Våldsdefinition och kritik
Myndighetens syn på jämställdhet är i enlighet med teorin om intersektionalitet. Myndigheten ser i sina riktlinjer alla typer av våld inom en relation – oavsett könsmässig sammansättning – som underordnat mäns våld mot kvinnor. Den sistnämnda användningen av begreppet som ett paraplybegrepp för många typer av våld har lett till kritik.

## Organisation
Jämställdhetsmyndigheten är en enrådighetsmyndighet och leds av en generaldirektör. Myndigheten har omkring 130 anställda och är indelad i fem avdelningar: analys och uppföljning, nationella strategin för att motverka mäns våld mot kvinnor, stöd och samordning inklusive statsbidrag, kommunikation samt verksamhetsstöd.

## Generaldirektörer
- 2018–2024: Lena Ag
- 2024: Lena Leed (vikarierande)
- 2024–: Lise Tamm